# Thecacera pennigera
Thecacera pennigera är en snäckart som först beskrevs av Montagu 1815.  Thecacera pennigera ingår i släktet Thecacera och familjen Polyceridae. Inga underarter finns listade i Catalogue of Life.